# أنتيلو
أنتيلو (بالإيطالية: Antillo)‏ هي بلدية في مقاطعة ميسينا في صقلية الإيطالية.

## السكان
في سنة 1861 بلغ عدد السكان 1٬020 نسمة، وتطور العدد ليصل في سنة 2011 لـ 992 نسمة.
يظهر هذا المخطط البياني تطور النمو السكاني لـ أنتيلو